# Leptomyrmex geniculatus
Leptomyrmex geniculatus é uma espécie de formiga do gênero Leptomyrmex.